# Plaza Bocagrande
El Plaza Bocagrande es un complejo comercial situado en la ciudad de Cartagena, a orillas del Caribe colombiano. Lo componen un centro comercial con el mismo nombre y el hotel Hyatt Regency Cartagena, el mejor y más moderno hotel de Cartagena de Indias y uno de los rascacielos más altos tanto de Colombia como de Suramérica.

## Características
El proyecto comenzó en 2014 y terminó en 2017. Cuenta con 261 habitaciones y 74 apartamentos turísticos. Con 190 metros, la torre principal se llama oficialmente Hyatt Regency Cartagena y es el segundo más alto de la ciudad y el octavo más alto de todo el país.
Al norte de la torre principal hay un rascacielos anexo llamado h2, que también pertenece al complejo Plaza Bocagrande. Este también fue terminado, mide 102 metros y tiene 28 pisos. En su conjunto, las dos torres costaron 240 millones de dólares. 
El diseño de ambas torres corrió por cuenta de Chapman Taylor LLP. Hasta la fecha, estas son los edificios más altos construidos por el estudio británico de arquitectura. Del desarrollo y la concepción de la obra se encargaron las firmas Ospinas & Cía. y Taller de Arquitectura de Bogotá. Bilkie Llinás Design desarrolló el diseño interior.
Pasando la calle 12 hacia el sur se encuentra el Hotel Estelar, que es el edificio alto de la ciudad. Junto con este, las dos torres del complejo Plaza Bocagrande han redefinido el barrio de Bocagrande y el panorama urbano de la ciudad de Cartagena en su conjunto.